# Skunk (marijuana)
Pour les articles homonymes, voir Skunk et Super skunk.

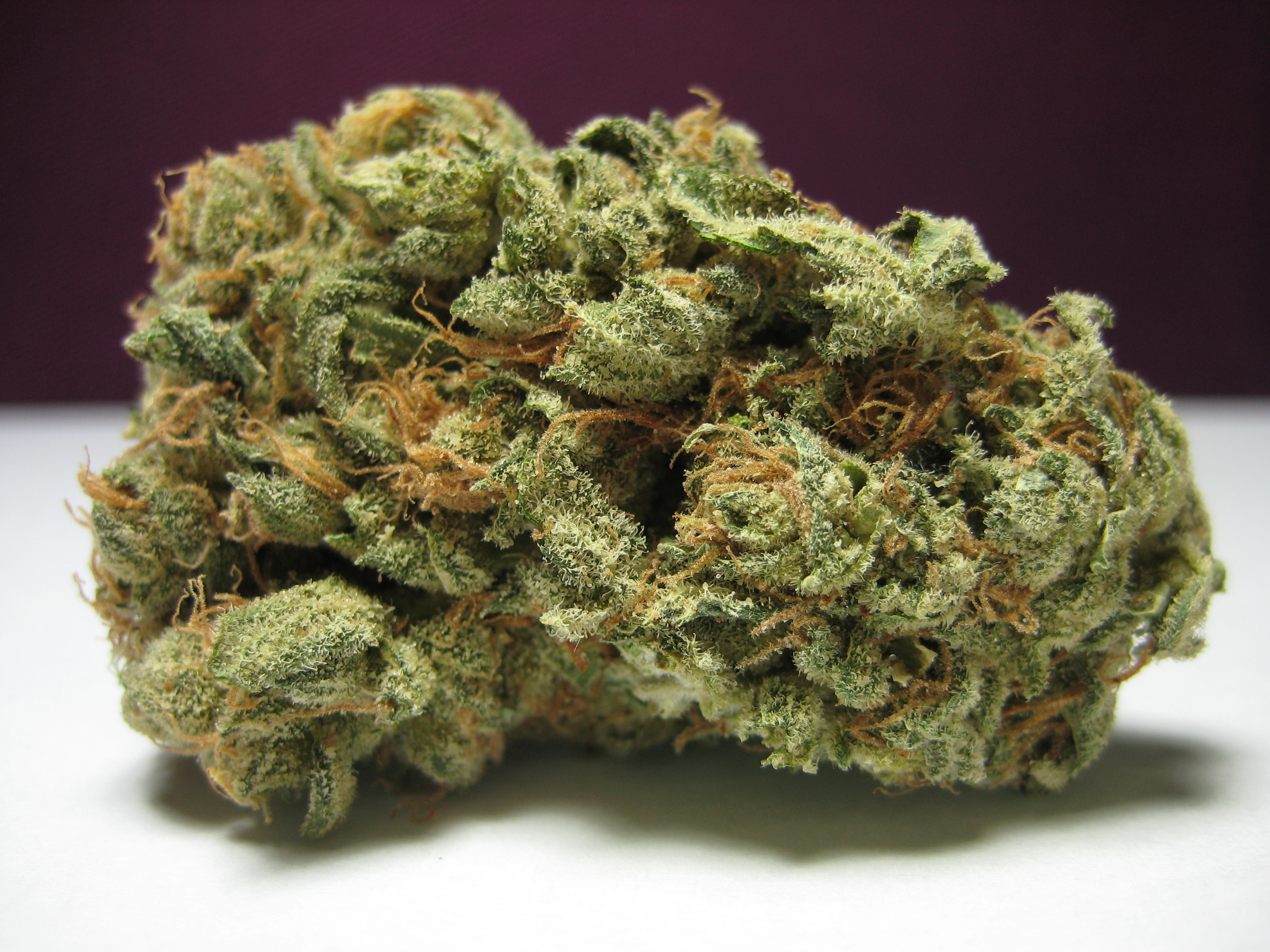
Super skunk.

La skunk est une variété de cannabis avec un fort taux de tétrahydrocannabinol (THC) développée durant les années 1970 aux États-Unis. 

## Description
Le nom qui désigne en français la « mouffette » (ou « sconce ») ne lui a pas été attribué à cause de sa forte odeur comme on pourrait le croire, mais est en fait le sobriquet que l'on donne aux cultivateurs[réf. nécessaire]. 
Le croisement original nommé Skunk #1 est issu à 75 % de Sativa (de la Colombian Gold à 50 % et de l'Acapulco Gold à 25 %) et 25 % d'Indica (d'Afghanistan). Cet hybride a été stabilisé si bien que ses propriétés se conservent au fil des générations. La Skunk #1 remporte la Cannabis cup dans la catégorie Mostly Sativa et Mostly Indica en 1989. Elle est à l'origine d'un grand nombre de croisements et de sous-variétés (orange bud) dont certains ont remporté des Cannabis Cup.

## Super Skunk
La super skunk est une variété réputée de cannabis issue du croisement de plusieurs skunk de qualité et de plants afghans. Le croisement est issu à 75 % d'Indica, et 25 % de Sativa. Son taux de THC est assez élevé. Elle remporte la Cannabis Cup de 1990 dans la catégorie Mostly Indica[réf. nécessaire].